# Aleksandar Trišović
Aleksandar Trišović (Servisch: Александар Тришовић) (Kraljevo, 25 november 1983) is een Servische voetballer (middenvelder) die sinds 2011 onder contract staat bij de Oekraïense club Hoverla-Zakarpattja Oezjhorod. Hij speelde eerder voor onder meer OFK Beograd en Rode Ster Belgrado.

## Interlandcarrière
Trišović kwam in totaal vijf keer (één doelpunt) uit voor de nationale ploeg van Servië in de periode 2006 – 2007. Onder leiding van bondscoach Javier Clemente maakte hij zijn debuut op 16 augustus 2006 in de vriendschappelijke uitwedstrijd tegen Tsjechië (1-3) in Uherské Hradiště. Hij viel in dat duel na 45 minuten in voor Saša Ilić, en nam de derde treffer van de Serviërs voor zijn rekening. Andere debutanten in dat duel waren Vladimir Stojković (FC Nantes), Milan Stepanov (Trabzonspor) en Milan Biševac (Rode Ster Belgrado).